# Roberto Palacios
Roberto Palacios   (Lima, 28 de desembre de 1972) fou un futbolista peruà de la dècada de 2000.
Fou 128 cops internacional amb la selecció del Perú.
Pel que fa a clubs, defensà els colors de Sporting Cristal, Tecos UAG i LDU Quito, com a principals clubs.